# Antigua Recreation Ground
Het Antigua Recreation Ground is een stadion in het centrum van St John's, Antigua. Het stadion wordt gebruikt voor voetbalwedstrijden en cricketwedstrijden. Daarnaast wordt het gebruikt voor Carnaval en concerten.
In 2010 werden hier de internationale kwalificatiewedstrijden in groep G afgewerkt (kwalificatie voor de Caribbean Cup 2010).